# ضريح سر قبر أغا
ضريح سر قبر أغا (بالفارسية: آرامگاه سرقبر آقا) هو ضريح تاريخي يعود إلى القاجاريون، ويقع في طهران.